# Tulisa Contostavlos
Tula Paulina "Tulisa" Contostavlos (Camden Town, Londres, Inglaterra, 13 de julio de 1988) es una cantante, compositora y actriz británica. Tulisa fue parte de N-Dubz con su primo Dappy que fue exitosa en los 2000s, como parte de la banda obtuvo dos discos de platino, cinco premiaciones MOBO, cuatro tours, una nominación a los Brit Award, ocho singles top 25, tres singles certificados de plata, un álbum dorado y dos nominaciones a los Urban Music Awards.
En 2011 y 2012, Tulisa fue jueza en The X Factor, llevando la categoría de "grupos" en 2011, sus ganadoras fueron Little Mix, quienes se convirtieron en la girlband más exitosa salida del programa. En 2012, el éxito de Tulisa continuó con el lanzamiento de su debut sencillo Young que se convirtió en número uno en los UK Singles Chart. Live It Up y Sight of You también se convirtieron en hits consiguiendo el top 20. En noviembre de 2012 lanzó su álbum debut The Female Boss que consiguió el top 35 en los UK Albums Chart.
Como actriz, Tulisa protagonizó la película de terror Demons Never Die y la comedia Big Fat Gypsy Gangster en 2011.